# Josh Gracin
Joshua Mario "Josh" Gracin (Westland (Michigan), 18 de Outubro de 1980) é um cantor de música country] estadunidense.
Ficou conhecido após ficar em 4o lugar na 2a temporada do programa American Idol.

## Discografia

### Álbuns de Estúdio
| Title                                   | Details                                                                                             | Peak chart positions     | Peak chart positions | Peak chart positions | Certificações |
| Title                                   | Details                                                                                             | Top Country Albums (EUA) | US                   | US Indie             | Certificações |
| --------------------------------------- | --------------------------------------------------------------------------------------------------- | ------------------------ | -------------------- | -------------------- | ------------- |
| Josh Gracin                             | - Release date: June 15, 2004 - Label: Lyric Street Records - Formats: CD, music download           | 2                        | 11                   | —                    | - US: Ouro    |
| We Weren't Crazy                        | - Release date: April 1, 2008 - Label: Lyric Street Records - Formats: CD, music download           | 4                        | 33                   | —                    |               |
| Redemption                              | - Release date: November 8, 2011 - Label: Average Joe's Entertainment - Formats: CD, music download | 39                       | —                    | 39                   |               |
| "—" denotes releases that did not chart | |                          |                      |                      |               |

### Singles
| 2004                                                          | "I Want to Live"                  | 4  | 45  | —  | —  |            | Josh Gracin      |
| 2004                                                          | "Nothin' to Lose"                 | 1  | 39  | —  | —  | - US: Gold | Josh Gracin      |
| 2005                                                          | "Stay with Me (Brass Bed)"        | 5  | 47  | 66 | —  |            | Josh Gracin      |
| 2006                                                          | "Favorite State of Mind"          | 19 | 119 | —  | —  |            | We Weren't Crazy |
| 2006                                                          | "I Keep Coming Back"              | 28 | —   | —  | —  |            | We Weren't Crazy |
| 2007                                                          | "We Weren't Crazy"                | 10 | 82  | 78 | —  |            | We Weren't Crazy |
| 2008                                                          | "Unbelievable (Ann Marie)"        | 36 | —   | —  | —  |            | We Weren't Crazy |
| 2008                                                          | "Telluride"                       | 34 | —   | —  | —  |            | We Weren't Crazy |
| 2009                                                          | "Enough"                          | —  | —   | —  | —  |            | Redemption       |
| 2009                                                          | "She's a Different Kind of Crazy" | —  | —   | —  | —  |            | Redemption       |
| 2010                                                          | "Over Me"                         | —  | —   | —  | —  |            | Redemption       |
| 2010                                                          | "Cover Girl"                      | 57 | —   | —  | —  |            | Redemption       |
| 2011                                                          | "Long Way to Go"                  | —  | —   | —  | 16 |            | Redemption       |
| "—" denotes releases that did not chart or were not certified |                                   |    |     |    |    |            |                  |

### Other charted songs
| Year | Single                           | Peak positions | Album           |
| Year | Single                           | US Country     | Album           |
| ---- | -------------------------------- | -------------- | --------------- |
| 2006 | "Please Come Home for Christmas" | 51             | Non-album songs |
| 2006 | "O Holy Night"                   | 59             | Non-album songs |

### Music videos
| Year | Video                      | Director         |
| ---- | -------------------------- | ---------------- |
| 2004 | "I Want to Live"           | Brent Hedgecock  |
| 2005 | "Nothin' to Lose"          | Trey Fanjoy      |
| 2005 | "Stay with Me (Brass Bed)" | Trey Fanjoy      |
| 2006 | "Favorite State of Mind"   | Roman White      |
| 2007 | "We Weren't Crazy"         | Stephen Shepherd |
| 2011 | "Can't Say Goodbye"        | Adam Dew         |